# Chiesa di San Giorgio Martire (Costabissara)
La chiesa di San Giorgio Martire è la parrocchiale di Costabissara, in provincia e diocesi di Vicenza; fa parte del vicariato di Castelnovo-Malo.
Terminata nel 1920, è stata per lungo tempo considerata la "chiesa nuova" del paese, in contrapposizione con la "vecchia" chiesa longobarda di San Giorgio situata sulla collina.
La chiesa non presenta un campanile funzionante: i rintocchi provengono ancora oggi dal campanile della chiesetta vecchia.

## Storia

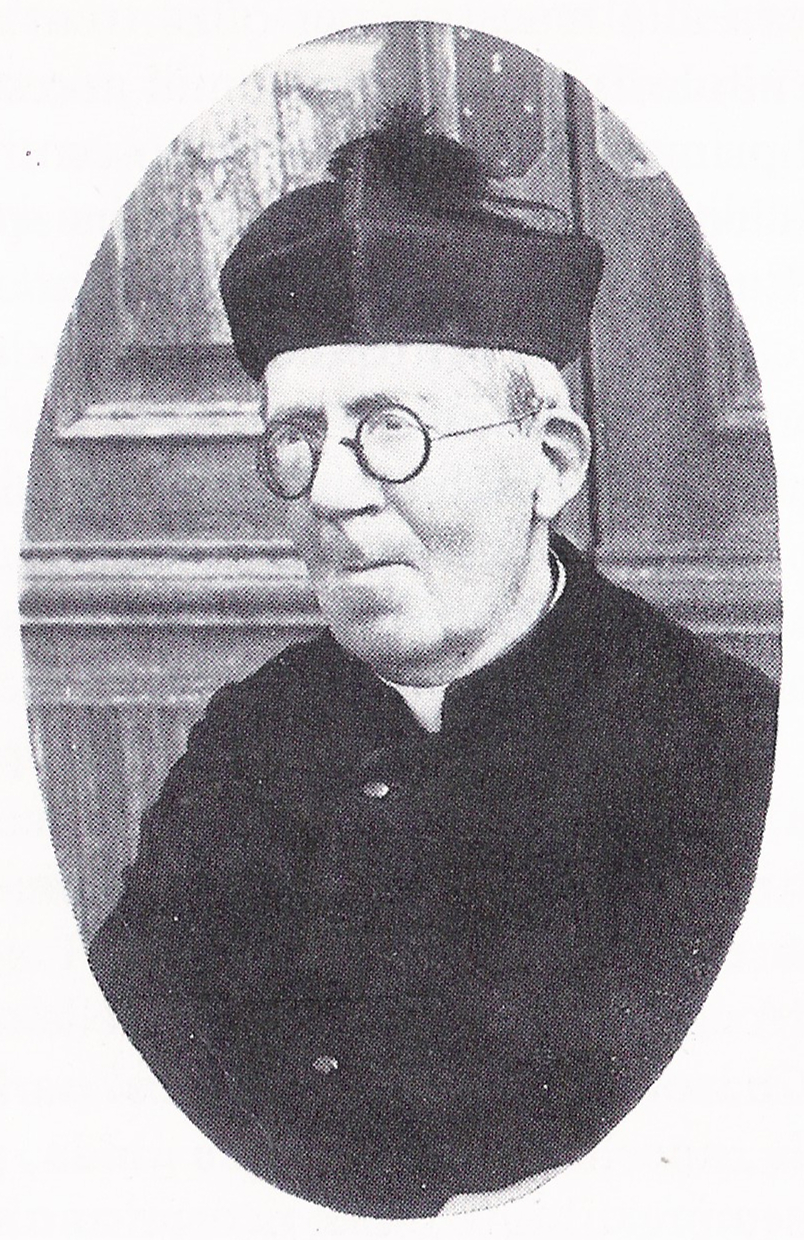
Don Guglielmo Stringari

Il primo che mosse l'intenzione di voler trovare una soluzione alla ristrettezza della chiesa parrocchiale fu don Alberto Santacatterina, nominato parroco di Costabissara nel 1904. Tra le sue volontà vi erano diversi piani per ingrandire la chiesa arroccata sulla collina e la costruzione di una nuova strada per il suo accesso. Nel 1910,  il successore don Guglielmo Stringari promette «d'incominciare a condurre a buon fine la fabbrica di una nuova chiesa».
In situazioni economiche molto critiche a causa del rifiuto della maggior parte dei nobili, egli avviò l'impresa con sole 1500 lire, alle quali se ne aggiunsero altre 8000 dalle donazioni del popolo e ancora 2000 dai Marchesi Buzzaccarini. Il terreno su cui costruire l'edificio, donato dalla signora Elisa Conte, era costituito da due campi compresi di una casa colonica (la futura canonica) del valore di 6000 lire.

### La costruzione
Il progetto venne affidato all'architetto Gerardo Marchioro di Castelnovo e dopo un porta a porta Stringari riuscì a ingaggiare una trentina di volontari per dare il via allo scavo delle fondamenta in una domenica del luglio 1910. In poco tempo il numero di lavoranti raggiunse i 100 e le fondamenta raggiunsero una superficie di 450 m² con una profondità di 2,5 metri. Il suolo particolarmente paludoso richiese un ingente lavoro di asportazione di terra per sostituirla con pietre del vicino torrente Orolo, al fine di garantirne una migliore consistenza. Fu inoltre necessaria la costruzione delle fondamenta in modo che i lati fossero strettamente legati per permettere una migliore tenuta.
Il 3 settembre 1910 avvenne la posa della prima pietra in presenza di mons. Fossà, il vescovo di Fiesole delegato del Vescovo di Vicenza mons. Feruglio perché malato.
Nel 1911 le mura perimetrali raggiunsero i 5 metri d'altezza e la facciata arrivò a buon punto nella costruzione. Nel 1912 vennero coperti l'abside, la sacrestia, il futuro campanile e vennero raccolti altri soldi con i quali poter continuare i lavori l'anno successivo.

#### Prima Guerra Mondiale

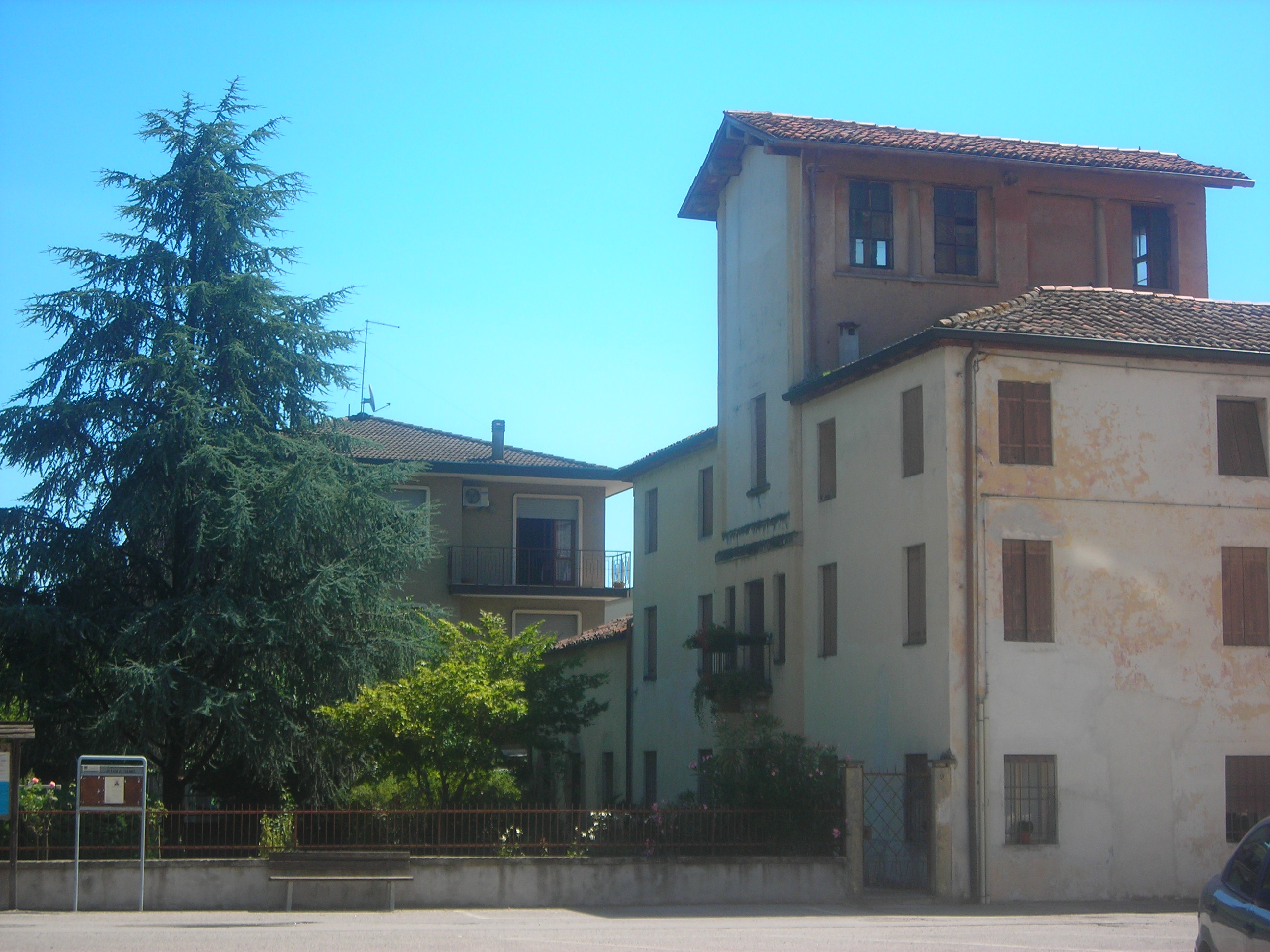
La casa colonica, ora canonica.

Nel 1914, per mancanza di fondi, i lavori si fermarono fino al 1915, anno di inizio della prima guerra mondiale. Nonostante il richiamo di giovani e forti braccia al fronte, un'alluvione che distrusse parte dei lavori, la breve incarcerazione di don Guglielmo e Pia Buzzaccarini e un furto alla chiesa longobarda di San Giorgio, la costruzione procedette fino alla conclusione dei finestroni grazie alla raccolta di altre 2.556 lire.
In questo periodo la chiesa venne adibita ad infermeria per le truppe.

#### Dopoguerra e conclusione dei lavori
Nel 1919 ricominciarono i lavori che consistettero nell'intonacatura della facciata, nel completamento del tetto e nella gettata del cemento per il pavimento di coro e abside.
Dopo 10 anni di costruzioni, il 4 settembre 1920, la chiesa nuova di San Giorgio Martire accolse il vescovo di Vicenza Ferdinando Rodolfi per la benedizione e la celebrazione della messa solenne..
Vista la mancanza di fondi, gli arredi della chiesa derivarono quasi tutti dallo spogliamento della vecchia chiesetta. Si ricordano il fonte battesimale, la Via Crucis, le acquasantiere, l'organo e la balaustrata in marmo rosso davanti al battistero.

### Interventi successivi
Il 13 agosto 1922, in onore delle nozze d'argento sacerdotali di don Guglielmo Stringari, venne inaugurata la gradinata per l'ingresso principale. Nel 1935 venne steso il nuovo pavimento e nel 1947 cominciò la sistemazione della sacrestia. Il 9 agosto 1948 un uragano colpì Costabissara danneggiando, oltre che Villa San Carlo, anche la chiesa scoperchiandone il tetto.
Dagli anni cinquanta in poi i cambiamenti effettuati furono di modernizzazione: vennero completate le nove vetrate, nel 1979 iniziò la costruzione dell'impianto elettrificato delle campane e negli anni 80 vennero installate le nuove coperture in rame e l'impianto di riscaldamento ad aria.
Nel 2005 terminarono i lavori di ristrutturazione (curati dagli architetti Antonio Tresca e Federico De Boni) che hanno portato alla sistemazione della facciata, all'installazione del riscaldamento a pavimento, alla costruzione di un nuovo altare e di un nuovo tabernacolo.

## Descrizione

### Esterno
All'esterno la chiesa si presenta con una facciata e una gradinata d'ingresso fortemente ristrutturate durante l'ultimo ritocco avvenuto nel 2005. Sono presenti 6 statue (4 nelle nicchie e 2 ai lati della facciata) tutte scolpite nel 1920 da Napoleone Guizzon di Vicenza. Le tre porte della chiesa (un portone principale e due laterali) sono quelle originali e realizzate in larice dai falegnami Fusa e Santoni nel 1920.
I muri esterni appaiono ancora come apparivano al termine della costruzione, nonostante i molti restauri. All'epoca la mancanza di soldi non ha mai permesso di intonacarli, lasciando i mattoni a vista per molto tempo, fino a renderli quasi una sua caratteristica.

#### Il campanile mancante
La chiesa presenta una torre campanaria che, però, non è mai stata in attività. Fu pensata per sostituire nelle funzioni feriali le campane della vecchia chiesa parrocchiale. È comunque dotata di due piccole campane, che probabilmente erano originarie del piccolo companile dell'oratorio di Sant'Apollonia.

### Interno

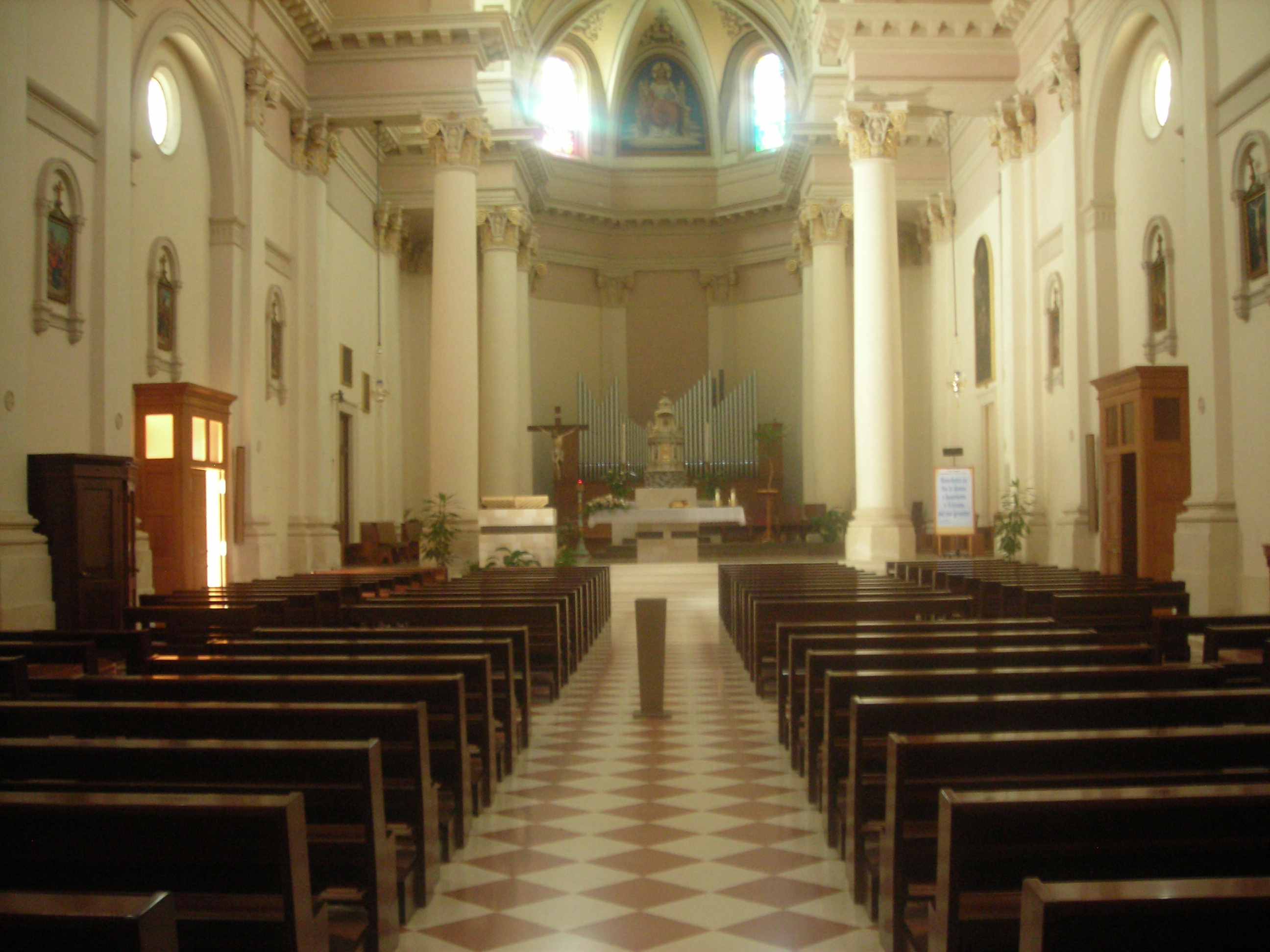
L'interno della chiesa.

La chiesa all'interno presenta una sola navata e ospita ai lati due nicchie occupate da un altare marmoreo con la statua della Vergine del Rosario a sinistra e dal battistero a destra.
Originariamente, nel 1920, erano presenti due altari lignei: a sinistra intitolato a San Giuseppe e a destra intitolato alla Madonna con le statue della Vergine del Rosario al centro, di Sant'Agnese a destra e di Santa Monica a sinistra, tutte intagliate da Dall'Olmo di Malo. Negli anni Settanta l'altare di San Giuseppe è stato sostituito con un altare marmoreo proveniente dalla chiesa parrocchiale di Sorio di Gambellara. Nell'ultimo restauro, per dare maggiore spazio al battistero, tutto l'altare di destra è stato tolto e la statua della Vergine del Rosario spostata sull'altare di sinistra.
Il soffitto, costruito da Antonio Motterle, è in legno in stile ducale e rappresenta il primo caso nel Vicentino ad avere le mensole imbullonate alla base delle capriate. Prima che l'uragano del 1948 lo scoperchiasse, era ricoperto con quadroni di eternit; venne restaurato sostituendolo con lastre di rame negli anni 80.
L'organo, la balaustra di fronte al battistero e le acquasantiere sono tutti arredi originari della chiesa longobarda di San Giorgio, la vecchia chiesa parrocchiale, che fu spogliata per addobbare la chiesa nascente.

#### Tele e affreschi
La chiesa presenta alcune tele particolarmente importanti: San Giorgio, opera giovanile di Francesco Maffei; un quadro raffigurante la Flagellazione e uno raffigurante la discesa dello Spirito Santo, entrambi della scuola dei Maganza.
Alle pareti laterali della chiesa sono appese le tele della Via Crucis.
La cupola soprastante il coro e l'abside recano rispettivamente gli affreschi del Redentore e dei Quattro Evangelisti, entrambi opera del prof. Dall'Amico, nel 1922.